# 僕ら、駆け行く空へ
「僕ら、駆け行く空へ」（ぼくら、かけゆくそらへ）は、水蓮寺ルカ starring 山崎はるかの1枚目のシングル。2011年8月24日にGENEON UNIVERSALから発売された。

## 概要
『ハヤテのごとく!』のキャラクター・水蓮寺ルカ（声 - 山崎はるか）のデビューシングル。ルカ役の山崎自身、今作がCDデビューとなる。
リード曲「僕ら、駆け行く空へ」は、アニメ映画『劇場版 ハヤテのごとく! HEAVEN IS A PLACE ON EARTH』のオープニング・テーマに起用された。山崎はこの作品に出演し、めでたくメジャーデビューを果たす。カップリング曲の「Forever Star」（フォーエヴァー・スター）も、このアニメ映画の挿入歌に起用された。

## 収録曲
1. 僕ら、駆け行く空へ [3:48]
作詞：KOTOKO / 作曲：浅野高弘 / 編曲：前口渉
  - 劇場アニメ『劇場版 ハヤテのごとく! HEAVEN IS A PLACE ON EARTH』オープニングテーマ
2. Forever Star [4:27]
作詞：MIZUE / 作曲：斎藤悠弥 / 編曲：前口渉
  - 劇場アニメ『劇場版 ハヤテのごとく! HEAVEN IS A PLACE ON EARTH』挿入歌
3. 僕ら、駆け行く空へ（Instrumental） [3:49]
4. Forever Star（Instrumental） [4:22]

## カバー
僕ら、駆け行く空へ
- 山崎はるか - 「僕ら、駆け行く空へ（2019 HH Rebuild）」のタイトルで、2019年8月28日発売のアルバム『Cʼest Parti!!』に収録。キャラクター名義ではなく、本人名義によるセルフカバー。編曲は彦田元気が担当。